# Караиванов, Иван
Иван Караиванов (болг. Иван Караиванов; октябрь 1889, Пирдоп — 27 марта 1960, Белград) — болгарский и югославский коммунист, деятель международного рабочего движения, Герой Социалистического Труда Югославии. Его фамилия при рождении была Генчев.

## Биография
Иван Генчев (Караиванов) родился в октябре 1889 года в Пирдопе, западная Болгария. Окончил философский факультет в Софии.
В 1912 году он стал членом Социал-демократической партии, а в 1918 году вступил в Коммунистическую партию Болгарии. В 1923 году участвовал в неудавшемся Сентябрьском восстании, во время которого был членом Революционного комитета и близким соратником Георгия Димитрова, которому спас жизнь,  и Васила Коларова. После подавления восстания по решению ЦК БКП эмигрировал в Вену, где вместе с Димитровым и Коларовым издавал нелегальную газету «Работнически вестник». В 1926 году уехал в Советский Союз.
Во время пребывания в Советском Союзе до 1929 года работал в Институте Маркса и Энгельса, а затем в Коммунистическом университете трудящихся Востока. По заданию Коминтерна в 1929 году отправился в Китай, судя по всему, был под видом торговца в Харбине и Шанхае под фамилией Шмидт. Посещал в рамках выполнения заданий и другие страны. В 1934 году вернулся в Москву, где до 1944 года работал в Исполнительном комитете Коминтерна, ездил в качестве «голоса Коминтерна» в Вену в 1936 году, посещал  Югославию. Согласно историкам, занимавшимся Югославией, живший в Москве в это время Иосип Броз Тито  вынужден был писать доносы на югославских коммунистов и передавал их через Караиванова. Официально Караиванов был  сотрудником отдела кадров Исполкома Коминтерна, но по, некоторым сведениям,  это служило прикрытием работы в НКВД под кодовым именем Шпинер. Вместе с Тито перевели Краткий курс истории ВКП(б) на хорватский язык и распространяли на родине Тито. В 1942 году по заданию Коминтерна поехал в арабские страны, где провёл около двух лет. Иностранный член Болгарской и Македонской академий наук С. Б. Бернштейн упоминает в дневнике за 1944 год, что «Кара-Иванов» составил картотеку низкого качества для Большого Болгарско-русского словаря из-за отсутствие опыта лексикографии и плохого знания русского языка, к тому же "Иван Генчевич куда-то уехал. Все об этом таинственно молчат". Действительно в 1944 году после освобождения Болгарии Караиванов-Генчев-Шмидт-Шпинер вернулся на родину. В мае 1945 года из-за разногласий с просталинским руководством Болгарской коммунистической партии переехал в Югославию. Разногласия касались попыток насильственной коллективизации в духе тридцатых годов СССР в контексте разрыва Тито и Сталина. При этом Караиванов сохранил тесные связи сруководством Болгарии и поставлял ценные сведения кабинету Тито. Караиванов был близким соратником Тито, был близко знаком и с Георгием Димитровым. Караиванов вёл переговоры от имени компартии Югославии с коммунистами Греции во время гражданской войны там.  
В Югославии Караиванов получил гражданство, Тито дал ему виллу в фешенебельном районе Дединье и ряд важных должностей. Караиванов  был депутатом Союзной народной скупщины ФНРЮ, VI и VII съезда СКЮ, редактором газеты «Глас Бугара», избирался членом Центрального комитета Союза коммунистов Югославии, был кавалером Орденa Героя Социалистического труда.
Умер 27 марта 1960 года в Белграде и похоронен в Аллее народных героев на Новом кладбище. В официальных югославских некрологах упоминаются тайные задания Коминтерна, и что Караиванов «внес свой вклад в защиту югославского социалистического опыта от сталинизма и сталинских методов»; Тито направил телеграмму соболезнования вдове —  Боже И. Караивановой. Для похорон был образован специальный комитет, который возглавил видный коммунист Александр Ранкович, будущий вице-президент Югославии.  В кратком мартирологе известного журнала «Time» говорилось, что подготовленный в Москве коммунистический агент Иван Караиванов принимал участие в организации прокоммунистических волнений в Ираке. «Нью-Йорк Таймс» утверждал, что Караиванов провёл в Ираке два года, организовывая местную компартию.

## Награды
Награждён Орденом Героя Социалистического Труда в 1959 году и другими югославскими и иностранными наградами.

## Семья
В 1930 году в Москве у Ивана Караиванова родился сын от Татьяны, дочери революционера Ореста Говорухина, будущий художник Александр Иванович Кара-Иванов. Старший сын Александра Кара-Иванова Владимир, тоже художник, сократил фамилию до Кара и живёт в Париже, младший сын Михаэль Кара-Иванов  — в Израиле, один из основателей организации «Маханаим».
Вдовой Ивана Караиванова была Божа И. Караиванова.